# Ferrovías

Logo

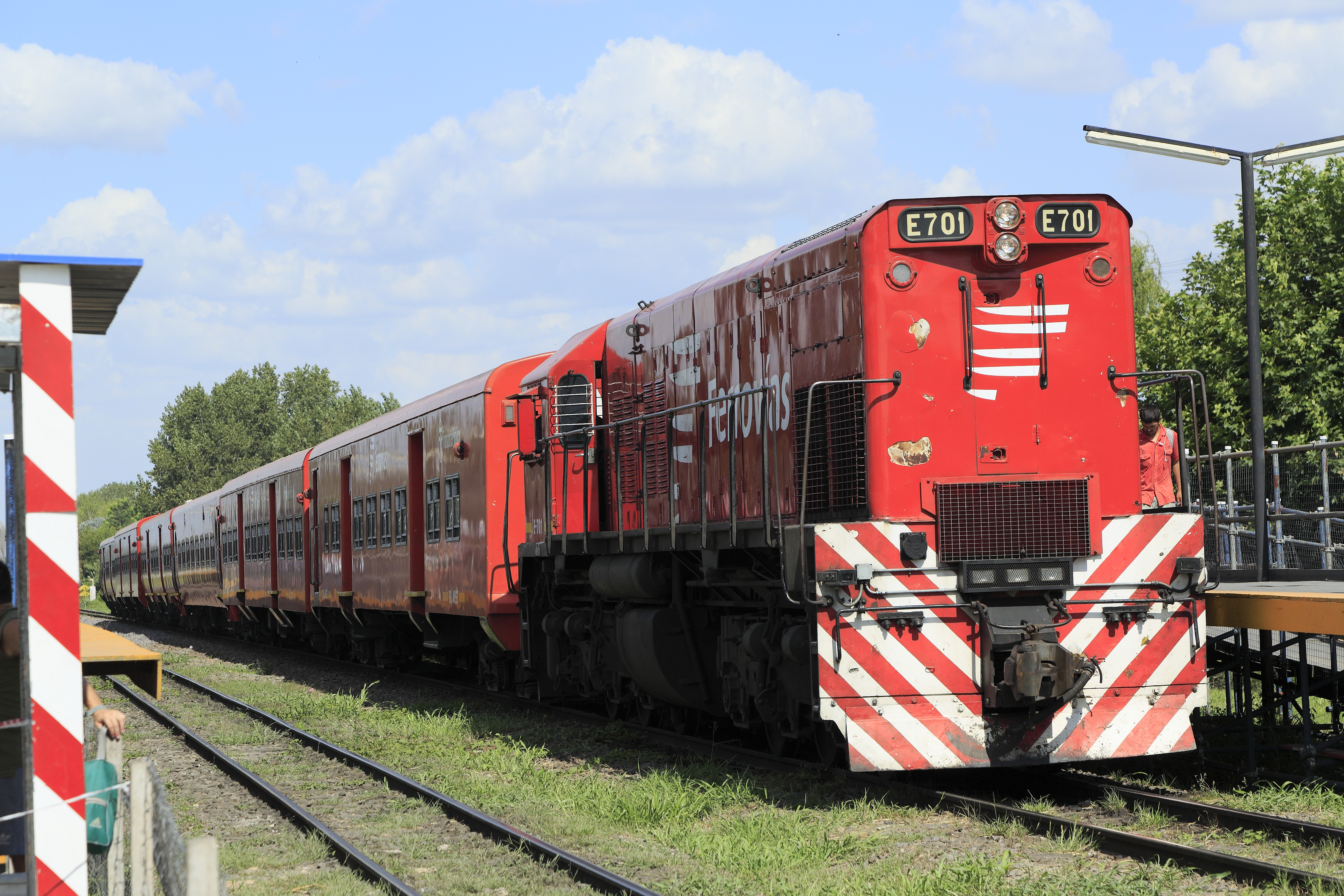
Ferrovías betreibt unter anderem die Strecke Retiro–Villa Rosa (Línea Belgrano Norte)

Ferrovías S.A.C. ist ein argentinisches Verkehrsunternehmen, das im Auftrag des argentinischen Staates Vorortzüge im Großraum Buenos Aires betreibt. 
Nachdem die staatliche argentinische Eisenbahngesellschaft Ferrocarriles Argentinos Anfang der 1990er Jahre zerschlagen und privatisiert wurde, erhielt die neugegründete Ferrovías 1994 den Auftrag, auf der Meterspurstrecke zwischen Retiro und Villa Rosa die Linie Línea Belgrano Norte zu betreiben. Die ersten Züge unter Ferrovías-Regie fuhren am 1. April 1995.
Auf der 54 Kilometer langen Strecke, wurden 2008 mit täglich knapp 180 Zügen 45,8 Millionen Fahrgäste befördert; 2014: 30 Millionen und 2021: 17,5 Millionen.

## Frühere Tätigkeiten
Gemeinsam mit dem Schienengüterverkehrsunternehmen Nuevo Central Argentino betrieb Ferrovías unter dem Namen Ferrocentral verschiedene Fernverkehre zwischen Buenos Aires, unter anderem nach Córdoba und San Miguel de Tucumán. 2005 bildete Ferrovías gemeinsam mit den anderen privaten Verkehrsunternehmen Metrovías und Trenes de Buenos Aires sowie dem argentinischen Staat die provisorische Eisenbahngesellschaft UGOFE. Diese übernahm den Betrieb der Vorortbahnlinien der Streckennetze Línea San Martín, Línea Belgrano Sur und Línea Roca, nachdem der vorigen Eisenbahngesellschaft Metropolitano die Konzession entzogen worden war. Zusätzlich betrieb eine Tochtergesellschaft der Ferrovías, Ceseris, von 2007 bis 2012 im Stadtteil Puerto Madero der Hauptstadt Buenos Aires die Straßenbahnstrecke Tranvía del Este.

## Linien
| Netz             | Verkehr       | Zuglauf           | Betriebsart |
| ---------------- | ------------- | ----------------- | ----------- |
| Belgrano (Norte) | Vorortverkehr | Retiro–Villa Rosa | Diesel      |